# Городское поселение Свердловский
Городско́е поселе́ние Свердло́вский — упразднённое муниципальное образование, существовавшее в составе Щёлковского муниципального района Московской области России
Административным центром и крупнейшим населённым пунктом являлся рабочий посёлок Свердловский.
В соответствии с Законом Московской области № 69/2018-ОЗ от 23 мая 2018 года, городское поселение Свердловский упразднено, а его населённые пункты вошли в состав городского округа Лосино-Петровский.

## Географические данные
Общая площадь сооставляла 29,78 км². Муниципальное образование находилось в юго-восточный части Щёлковского района, и граничило:
- с городским округом Лосино-Петровский (на востоке, юго-востоке),
- с сельским поселением Медвежье-Озёрское Щёлковского муниципального района (на юге),
- с городским округом Звёздный городок (на западе),
- с сельским поселением Анискинское Щёлковского муниципального района (на северо-западе и севере),
- с Ногинским муниципальным районом (на востоке).

## Население
| 2006    | 2007  | 2008  | 2009  | 2010  | 2011    |
| ------- | ----- | ----- | ----- | ----- | ------- |
| 6917    | ↘6549 | ↗6562 | ↗6628 | ↗8419 | ↗8571   |
| 2012    | 2013  | 2014  | 2015  | 2016  | 2017    |
| →8571   | ↘8442 | ↘8397 | ↘8343 | ↗8744 | ↗11 053 |
| 2018    |       |       |       |       |         |
| ↗12 155 |       |       |       |       |         |

## История
Муниципальное образование «Городское поселение Свердловский» было образовано в ходе реализации муниципальной реформы 28 февраля 2005 года. В его состав вошли рабочий посёлок Свердловский и ещё 5 сельских населённых пунктов позже упразднённого Осеевского сельского округа.

## Состав городского поселения
| № | Населённый пункт | Тип населённого пункта                  | Население |
| - | ---------------- | --------------------------------------- | --------- |
| 1 | Корпуса          | деревня                                 | ↗1130     |
| 2 | Митянино         | деревня                                 | ↗53       |
| 3 | Орловка          | деревня                                 | ↗66       |
| 4 | Осеево           | деревня                                 | ↗341      |
| 5 | Савинки          | деревня                                 | ↗66       |
| 6 | Свердловский     | рабочий посёлок, административный центр | ↗26 332   |